# Oxyurida
Oxyurida é uma ordem de vermes nematóides parasitas da classe Secernentea. É composto por quatro famílias, uma das quais contém o verme humano Enterobius vermicularis (oxiúro) que causa oxiuríase, caracterizada por coceira (prurido) nasal ou anal.
Outros oxyrudiae infectam o trato gastrointestinal de roedores, sapos e bovinos.